# Gerhard Schumann (Mediziner)
Gerhard Schumann (* 7. August 1919 in Leipzig; † 2. November 1989 in Spanien) war ein deutscher Arzt.

## Leben und Wirken
Gerhard Schumann studierte Medizin an der Georg-August-Universität in Göttingen. Hier trat er 1940 in die Burschenschaft Holzminda ein. Im Zweiten Weltkrieg diente er als Truppen- und Sanitätsoffizier in Polen, Frankreich und dem Russlandfeldzug. 1945 erhielt er seine Approbation als Arzt. 1946 wirkte er an der Gründung des Hilfskrankenhauses Rohns in Göttingen mit, welches die ärztliche Versorgung des Flüchtlingslagers Friedland übernahm. 1947 ließ er sich in Friedland als Allgemeinarzt nieder.
Schumann gehörte zu den Mitbegründern der Chirotherapie in Deutschland. Aber auch in Spanien führte er nach Aufforderung der Ärztekammer Madrid die Chirotherapie 1959/60 als Behandlungsmethode ein. In Madrid hatte er maßgeblichen Anteil an der Entwicklung des Deutschen Krankenhauses.
Er war von 1972 bis 1982 erster Vorsitzender des Bezirksverbandes Göttingen des Berufsverbandes der Praktischen Ärzte und Ärzte für Allgemeinmedizin (BPA) und wurde 1983 als Anerkennung für seine Leistungen zum Ehrenvorsitzenden gewählt. 1974 war er mitverantwortlich für die Gründung der Ärztlichen Apparategemeinschaft Göttingen. 1977 bis 1985 engagierte er sich unter anderem in maßgeblicher Funktion bei der ärztlichen Selbstverwaltung der Kassenärztlichen Vereinigung Niedersachsen und der Ärztekammer Niedersachsen. Als Mitglied der Krebskonferenz des Bundesgesundheitsministeriums leistete er wichtige Beiträge zur Neuorganisation der kassenärztlichen Strukturen sowie zur Rehabilitation und Nachsorge Krebskranker.
1976 wurde er aufgrund seiner langjährigen Erfahrungen in der Betreuung von Kriegsgefangenen, Flüchtlingen und Übersiedlern von der Niedersächsischen Landesregierung zum Beauftragten für die Koordination der ärztlichen Versorgung der Vietnamflüchtlinge bestellt.

## Ehrungen
- 1986: Bundesverdienstkreuz am Bande